# Batman: Return of the Joker
Batman: Return of the Joker è un videogioco a piattaforme sviluppato e pubblicato da Sunsoft nel 1991 per il Nintendo Entertainment System e successivamente distribuito anche per il Game Boy ed il Sega Mega Drive. È il seguito di Batman: The Video Game del 1989 ma, a differenza di questo, non è basato né sul film Batman del 1989 né su una particolare serie televisiva dell'eroe, ma è un gioco con una storia a sé stante.
La versione per NES è stata pubblicata in Giappone come Dynamite Batman (ダイナマイトバットマン?, Dainamaito Battoman). La versione per Sega Mega Drive è stata pubblicata come Batman: Revenge of the Joker, presumibilmente per evitare confusioni con il gioco Batman Returns di SEGA. Ne è stato realizzato anche un prototipo per il Super Nintendo ma che non è mai stato pubblicato.

## Modalità di gioco
Joker è nuovamente fuggito di prigione e Batman deve catturarlo per riportare ancora la pace su Gotham City. Il giocatore deve guidare Batman attraverso 7 livelli dove il personaggio deve affrontare nemici vari ed usare diverse armi. In alcuni schemi Batman è dotato di un jet pack, trasformando il gioco in una specie di sparatutto a scorrimento. Batman può anche raccogliere dei power-up che possono aumentare la potenza delle armi possedute.
Alla fine di ogni livello Batman deve affrontare un boss. In questo schema la misura dell'energia del personaggio cambia, passando dalla classica barra a segmenti usata negli schemi di gioco normali ad un indicatore numerico: questo permette a Batman di avere più energia del solito, traendone un aiuto negli scontri con i boss.
La versione per Game Boy presenta solo 4 livelli: i primi 3 possono essere affrontati in ordine sparso ma l'ultimo livello è accessibile solo quando il giocatore ha passato tutti gli altri livelli. Anche l'arma è unica, un solo tipo di Batarang a differenza delle versioni per le altre piattaforme, che ne hanno più tipi.